# ビストリーク・レジュハ
ビストリーク・レジュハ（スロベニア語: Bystrík Režucha, 1935年1月14日 - 2012年8月16日）は、スロバキアの指揮者。

## 経歴
ブラチスラヴァに生まれ、ブラチスラヴァ音楽院でルドヴィート・ライテルに師事した後、1951年からライプツィヒ音楽院に留学。
1958年にはスロヴァキア放送交響楽団の補助指揮者になり、1968年から1980年までスロヴァキア国立コシツェ・フィルハーモニー管弦楽団の創立指揮者を務めていた。1978年には母校であるブラチスラヴァ音楽院の教授となり、1982年からミシガン大学の客員教授を務める。1984年から1989年までスロヴァキア・フィルハーモニー管弦楽団の首席指揮者を務めた後、1993年から1995年まで再びスロヴァキア国立コシツェ・フィルハーモニー管弦楽団の首席指揮者になった。2012年にブラチスラヴァにて没。